# Maldon (dystrykt)
Maldon – dystrykt w hrabstwie Essex w Anglii.

## Miasta
- Burnham-on-Crouch
- Maldon
- Southminster

## Inne miejscowości
Althorne, Asheldham, Bradwell-on-Sea, Cold Norton, Creeksea, Dengie, Goldhanger, Great Braxted, Great Totham, Hazeleigh, Heybridge, Heybridge Basin, Langford, Latchingdon, Little Braxted, Little Totham, Mayland, Maylandsea, Mundon, North Fambridge, Purleigh, St Lawrence, Steeple, Stow Maries, Tillingham, Tollesbury, Tolleshunt D’Arcy, Tolleshunt Knights, Tolleshunt Major, Ulting, Ulting Wick, Wickham Bishops, Woodham Mortimer, Woodham Walter.